# Malik Harris
Malik Harris, nemški pevec *27. avgust 1997. 

## Zgodnje življenje
Harris se je rodil v Landsbergu am Lech, dne 27. avgusta 1997. Njegov oče je Ricky Harris, nemško-ameriški televizijski voditelj in igralec iz Detroita. Harris se je pri 13 letih začel ukvarjati z glasbo tako, da je naredil priredbe pesmi.

## Kariera

### Pesem Evrovizije 2022
Harris se je udeležil nemškega nacionalnega izbora Germany 12 Points s pesmijo »Rockstars«. Cilj tekmovanje je izbrati predstavnika Nemčije za Pesem Evrovizije 2022. Malik Harris je v finalu zmagal in tako postal predstavnik Nemčije. V finalu Pesmi Evrovizije je zasedel zadnje, 26. mesto s 6 točkami. Vse točke je prejel od telefonskega glasovanja.

## Diskografija

### Studijski album
- »Anonymous Colonist« (2021)

### EP
- »Like That Again« (2019)

### Pesmi
- »Say the Name« (2018)
- »Dust« (skupaj s COSBY) (2018)
- »Welcome to the Rumble« (2019)
- »Like That Again« (2019)
- »Home« (2019)
- »Crawling« (2020)
- »Faith« (2020)
- »When We’ve Arrived« (2020)
- »Bangin’ on My Drum« (2021)
- »Dance« (2021)
- »Time for Wonder« (2021)
- »Rockstars« (2022)
- »Dreamer« (2023)
- »Up« (2023)[6]
- »Heavy Rain« (2024)[7]